# Rina Morelli
Rina Morelli, pseudonimo di Elvira Morelli (Napoli, 6 dicembre 1908 – Roma, 17 luglio 1976), è stata un'attrice e doppiatrice italiana, compagna sulla scena e nella vita di Paolo Stoppa.

## Biografia
Proveniente da una nota famiglia di attori, tra cui spiccava suo nonno Alamanno Morelli, e i suoi genitori Amilcare Morelli e Narcisa Brillanti, calca le scene sin da piccola, per debuttare ufficialmente nel settembre 1924 nello spettacolo Liliom di Ferenc Molnár con la compagnia di Annibale Betrone. Nel 1931 entra nella compagnia di Antonio Gandusio e Luigi Almirante, dove incontra l'attore Gastone Ciapini; i due si sposeranno l'anno dopo, ma il matrimonio avrà vita breve; per questo periodo la Morelli userà anche il cognome del marito.

Rina Morelli con Paolo Stoppa nel 1954

Nel 1933 il suo debutto nel doppiaggio presso gli studi della Metro-Goldwyn-Mayer a Roma, divenendo voce abituale di Katharine Hepburn, Ginger Rogers, Simone Simon; uno dei suoi primi lavori fu il doppiaggio di Jackie Cooper nella pellicola Il campione. Nei decenni successivi lavorerà al doppiaggio in varie imprese della capitale, tra cui la C.D.C.
La sua voce duttile ed espressiva si adattava perfettamente ai volti di Nina Foch in I dieci comandamenti, Judy Holliday (di cui sarebbe diventata la doppiatrice ufficiale), di Carole Lombard in Vogliamo vivere!, di Bette Davis in Che fine ha fatto Baby Jane? (1962), di Gene Tierney in Vertigine (1944), della fata Fauna ne La bella addormentata nel bosco (1959) e di molte altre ancora.
Dotata di un fisico minuto ma di una straordinaria forza espressiva, la Morelli si fece un nome dapprima come attrice dannunziana, per divenire, nella stagione 1938-39, membro della compagnia del Teatro Eliseo, insieme a Gino Cervi, Carlo Ninchi, Paolo Stoppa e Andreina Pagnani. Prestò la sua sensibilità a personaggi di donne fragili ma al contempo risolute, in spettacoli come Giorni felici di Claude-André Puget, Fascino di Keith Winter e Le allegre comari di Windsor di William Shakespeare.
Nel 1945 iniziò una lunga collaborazione col regista Luchino Visconti che, insieme a Paolo Stoppa, divenuto anche suo compagno di vita, la diresse in alcune riuscite rappresentazioni di Spirito allegro di Noël Coward, Antigone di Jean Anouilh, Zio Vanja di Anton Čechov, e di opere di Shakespeare e di Goldoni. Nel 1956 e nel 1961 le fu assegnato il Premio San Genesio come migliore attrice teatrale della stagione: solo Sarah Ferrati ottenne due volte questo riconoscimento.
Attiva anche al cinema, la Morelli prestò la sua sofferta sensibilità drammatica a numerosi film, soprattutto sotto l'attenta regia di Visconti, che ne esaltò l'intenso temperamento interpretativo nei suoi Senso (1953), Il Gattopardo (1963) e L'innocente (1976).
Morì il 17 luglio 1976 a 67 anni stroncata da un infarto nella sua casa romana di via della Consulta 1, due piani sotto l'appartamento  di Stoppa, dietro il Teatro Eliseo che con lui l'aveva vista tante volte protagonista sul palcoscenico. 
È sepolta nella tomba famigliare dei Stoppa nel cimitero del Verano.

## La radio e la televisione
Numerosi sono i lavori radiofonici EIAR e Rai, dalla metà degli anni trenta sino agli anni settanta, nei quali la Morelli fu protagonista: commedie, radiodrammi e partecipazioni, tra il 1966 e il 1974, a Gran varietà, dove duettava con Paolo Stoppa in Eleuterio e Sempre Tua, rivisitazione in chiave ironica del lavoro teatrale Caro bugiardo di Jerome Kilty che loro recitarono in teatro nel 1961 e in televisione nel 1963.
Negli ultimi anni la Morelli si dedicò, talvolta a fianco di Paolo Stoppa, all'interpretazione di una serie di sceneggiati, come Vita col padre e con la madre (1960), Antonio Meucci cittadino toscano contro il monopolio Bell (1970), e I Buddenbrook (1971).
Grande consenso ottenne in particolare la sua interpretazione, insieme a Sarah Ferrati, Nora Ricci e Ave Ninchi, di Sorelle Materassi (1972), trasposizione televisiva del romanzo omonimo di Aldo Palazzeschi.

## Filmografia

### Cinema

Rina Morelli con Maria Cebotari in Maria Malibran di Guido Brignone (1943)

- Un'avventura di Salvator Rosa, regia di Alessandro Blasetti (1939)
- La corona di ferro, regia di Alessandro Blasetti (1941)
- Fedora, regia di Camillo Mastrocinque (1942)
- Don Giovanni, regia di Dino Falconi (1942)
- Maria Malibran, regia di Guido Brignone (1943)
- Il nostro prossimo, regia di Gherardo Gherardi (1943)
- Che distinta famiglia!, regia di Mario Bonnard (1945)
- Quartetto pazzo, regia di Guido Salvini (1945)
- Aquila nera, regia di Riccardo Freda (1946)
- Fabiola, regia di Alessandro Blasetti (1949)
- Il Cristo proibito, regia di Curzio Malaparte (1951)
- Altri tempi, epis. L'idillio, regia di Alessandro Blasetti (1952)
- Il ritorno di don Camillo, regia di Julien Duvivier (1953)
- Senso, regia di Luchino Visconti (1954)
- Cento anni d'amore, regia di Lionello De Felice (1954) - episodio Nozze d'oro

Rina Morelli con Cesco Baseggio ne L'intrusa di Raffaello Matarazzo (1956)

- Le diciottenni, regia di Mario Mattoli (1955)
- Andrea Chénier, regia di Clemente Fracassi (1955)
- L'intrusa, regia di Raffaello Matarazzo (1956)
- Gli zitelloni, regia di Giorgio Bianchi (1958)
- Città di notte, regia di Leopoldo Trieste (1958)
- Il bell'Antonio, regia di Mauro Bolognini (1960)
- Totò, Fabrizi e i giovani d'oggi, regia di Mario Mattoli (1960)
- Che gioia vivere, regia di René Clément (1961)
- La viaccia, regia di Mauro Bolognini (1961)
- Il suffit d'aimer, regia di Robert Darène (1961)
- Il delitto non paga (Le Crime ne paie pas), regia di Gérard Oury (1962)
- Il giorno più corto, regia di Sergio Corbucci (1963)
- Il Gattopardo, regia di Luchino Visconti (1963)
- Fatti di gente perbene, regia di Mauro Bolognini (1974)
- L'albero dalle foglie rosa, regia di Armando Nannuzzi (1974)
- L'innocente, regia di Luchino Visconti (1976)

### Televisione
- Vita col padre e con la madre, regia di Daniele D'Anza (1960)
- Questa sera parla Mark Twain, regia di Daniele D'Anza (1965)
- I corvi di Henry Becque, regia di Sandro Bolchi, trasmessa il 7 gennaio 1969.
- Antonio Meucci cittadino toscano contro il monopolio Bell, regia di Daniele D'Anza (1970)
- I Buddenbrook, regia di Edmo Fenoglio (1971)
- Sorelle Materassi, regia di Mario Ferrero (1972)
- Così è (se vi pare), regia di Giorgio De Lullo (1974)
- 'O tuono 'e marzo, regia di Eduardo De Filippo (1975)

## Teatro

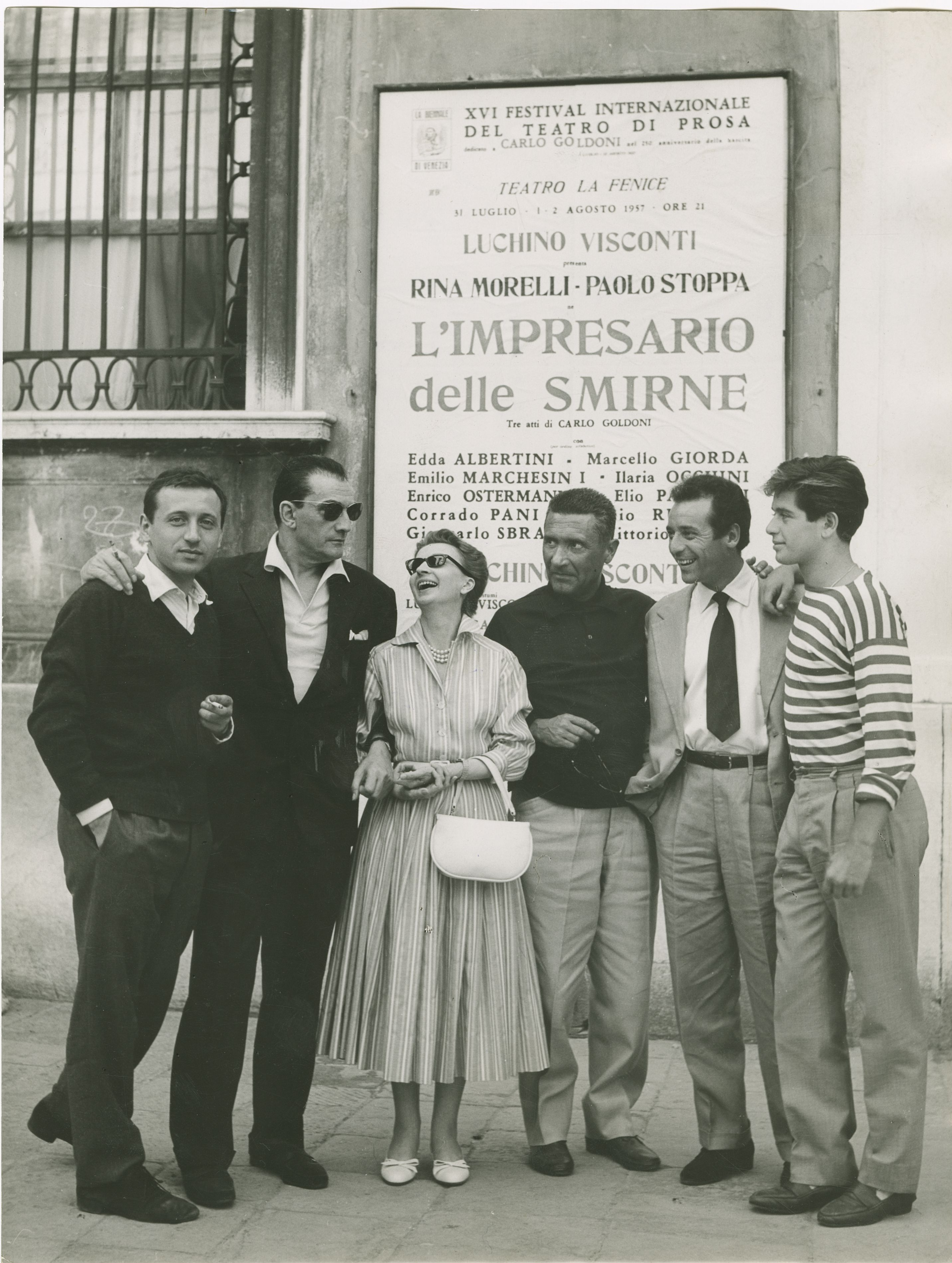
Rina Morelli con Luchino Visconti, Paolo Stoppa e altri attori durante l'allestimento de L'impresario delle Smirne nel 1957

- Un uomo che ispira fiducia di Paul Armont, prima al Teatro Carignano di Torino il 20 ottobre 1931.
- Tifo! di Celso Maria Poncini e Roberto Biscaretti di Ruffia, prima al Teatro Politeama Chiarella di Torino il 18 maggio 1932.
- Sogno di una notte di mezza estate di William Shakespeare, regia di Max Reinhardt, Giardino di Boboli a Firenze il 31 maggio 1933.
- La rappresentazione di Santa Uliva di Ildebrando Pizzetti, regia di Jacques Copeau, Chiostro Grande della Basilica di Santa Croce di Firenze, 5 giugno 1933.
- I sette contro Tebe, di Eschilo, regia di Guido Salvini, Vicenza, Teatro Olimpico, 28 agosto 1937.
- Aminta di Torquato Tasso, regia di Renato Simoni e Corrado Pavolini, Giardino di Boboli di Firenze il 1º giugno 1939.
- Parenti terribili di Jean Cocteau, regia di Luchino Visconti (1945).
- Antigone di Jean Anouilh, regia di Luchino Visconti (1945).
- A porte chiuse di Jean-Paul Sartre, regia di Luchino Visconti (1945).
- Lo zoo di vetro di Tennessee Williams, regia di Luchino Visconti (1946).
- Vita col padre, di Howard Lindsay e Russel Crouse, regia di Gerardo Guerrieri, Teatro Quirino di Roma, 29 gennaio 1947.
- Rosalinda o Come vi piace di William Shakespeare, regia di Luchino Visconti (1948).
- Un tram che si chiama desiderio di Tennessee Williams, regia di Luchino Visconti (1949).
- Oreste di Vittorio Alfieri (1949), regia di Luchino Visconti.
- Troilo e Cressida di William Shakespeare (1949), regia di Luchino Visconti.
- Morte di un commesso viaggiatore di Arthur Miller (1951), regia di Luchino Visconti.
- Il seduttore di Diego Fabbri (1951), regia di Luchino Visconti.
- La locandiera di Carlo Goldoni (1952), regia di Luchino Visconti.
- Tre sorelle di Anton Čechov (1952), regia di Luchino Visconti.
- Zio Vanja di Anton Čechov (1955), regia di Luchino Visconti.
- L'impresario delle Smirne di Carlo Goldoni (1957), regia di Luchino Visconti.
- Uno sguardo dal ponte di Arthur Miller (1958), regia di Luchino Visconti.
- Immagini e tempi di Eleonora Duse (1958), regia di Luchino Visconti.
- I ragazzi della signora Gibbons di Will Glickman e Joseph Stein (1958), regia di Luchino Visconti.
- Figli d'arte di Diego Fabbri (1959), regia di Luchino Visconti.
- L'arialda di Giovanni Testori (1960), regia di Luchino Visconti.
- Il tredicesimo albero di André Gide (1963), regia di Luchino Visconti.
- Il giardino dei ciliegi di Anton Čechov (1965), regia di Luchino Visconti.
- La bugiarda di Diego Fabbri, regia di Giorgio De Lullo, Perugia, Teatro Morlacchi, 15 novembre 1971.
- Così è (se vi pare) di Luigi Pirandello, regia di Giorgio De Lullo, Roma, Teatro Valle, 17 marzo 1972.
- Stasera Feydeau: La mamma buonanima della signora e Pupo prende il purgante di Georges Feydeau, regia di Giorgio De Lullo, Roma, Teatro Valle, 7 novembre 1973.
- Le medaglie della vecchia signora di J. M. Barrie (1974), regia di Fulvio Tolusso.
- 'O tuono 'e marzo di Vincenzo Scarpetta, regia di Eduardo De Filippo (1975).

## Prosa radiofonica Eiar
- Il mercante di Venezia, commedia di William Shakespeare, regia di Franco Liberati, trasmessa il 31 maggio 1938
- Cenerentola, commedia di Massimo Bontempelli, regia di Guglielmo Morandi, trasmessa il 27 giugno 1943

## Prosa radiofonica Rai

Rina Morelli e Lamberto Picasso in Casa di bambola negli studi EIAR di Roma nel 1942

- La bisbetica domata di William Shakespeare, regia di Guglielmo Morandi, trasmessa il 30 maggio 1946.
- Antigone di Jean Anouilh, regia di Guglielmo Morandi, trasmessa il 19 giugno 1946.
- I parenti terribili, di Jean Cocteau, regia di Guglielmo Morandi, trasmessa il 24 novembre 1947.
- Memoria del dolore, di Francesco Jovine, regia di Guglielmo Morandi, trasmessa il 15 gennaio 1948.
- Favola di Natale di Ugo Betti, regia di Anton Giulio Majano, trasmessa il 19 gennaio 1948.
- Il vezzo di perle di Sem Benelli, regia di Alberto Casella, trasmessa il 23 gennaio 1950.
- Giovanna D'Arco di Charles Péguy, regia di Anton Giulio Majano, trasmessa il 15 maggio 1950.
- Candida di George Bernard Shaw, regia di Guglielmo Morandi, trasmessa il 26 febbraio 1951.
- Nata ieri, tre atti di Garson Kanin, con Rina Morelli, regia di Guglielmo Morandi trasmessa il 11 gennaio 1952
- Zio Vania, di Anton Čechov, regia di Guglielmo Morandi, trasmessa il 5 febbraio 1954.
- Ruota, prologo, monologo ed epilogo di Cesare Vico Lodovici, regia di Alberto Casella, trasmessa il 26 marzo 1954.
- Belinda e il mostro, fiaba di Bruno Cicognani, regia di Umberto Benedetto, trasmessa il 1 febbraio 1955
- L'arpa d'erba di Truman Capote, regia di Anton Giulio Majano, trasmessa il 22 giugno 1956.
- Adelchi, tragedia di Alessandro Manzoni, regia di Pietro Masserano Taricco (1958)
- Questi nostri padri, radiodramma di Gino Pugnetti regia di Guglielmo Morandi, trasmesso l'8 ottobre 1958.
- Il trapano, radiodramma di Gino Pugnetti, regia di Guglielmo Morandi, trasmesso il 30 marzo 1959
- La madre di Karel Čapek, regia di Alessandro Fersen, trasmessa il 18 novembre 1959.
- La famiglia Cherry, di Robert Bolt, regia di Guglielmo Morandi, trasmessa il 23 febbraio 1961

## Doppiaggio

### Cinema
- Judy Holliday in Nata ieri, Piena di vita, Vivere insieme, Phffft... e l'amore si sgonfia, La costola di Adamo, La ragazza del secolo, Susanna agenzia squillo, Una Cadillac tutta d'oro
- Gloria Grahame in Il più grande spettacolo del mondo, Il grande caldo, Il muro di vetro, La tela del ragno
- Valentina Cortese in I miserabili[6], L'ebreo errante, Donne proibite
- Katharine Hepburn in Piccole donne, La sottana di ferro, La segretaria quasi privata
- Barbara Laage in Traviata '53, Una parigina a Roma
- Nina Foch in I dieci comandamenti
- Grace Kelly in Caccia al ladro, La ragazza di campagna
- Jackie Cooper in Il campione, Spavalderia
- Bette Davis in Che fine ha fatto Baby Jane?, La noia
- Doris Day in La setta dei tre K
- Jo Van Fleet in Un re per quattro regine, La valle dell'Eden
- Geraldine Brooks in Vulcano
- Joan Caulfield in Le piogge di Ranchipur
- Diana Lynn in I saccheggiatori del sole
- Jean Simmons in Proiettile in canna
- Lilli Palmer in Maschere e pugnali
- Eleanor Parker in La voce della tortora
- Ginger Rogers in Voglio danzare con te
- Hélène Rémy in Tormento del passato
- Jessica Tandy in Gli uccelli
- Mildred Dunnock in Baby Doll - La bambola viva
- Maureen Stapleton in Pelle di serpente
- Claire Trevor in L'uomo senza paura
- Betta St. John in Fratelli messicani
- Madeleine Fischer in Lazzarella
- Sylvie in Don Camillo, Tempi nostri - Zibaldone n. 2
- Anne Vernon in La donna più bella del mondo
- Diana Dors in La ragazza del Palio
- Myriam Bru in Gli uomini, che mascalzoni!
- Collin Wilcox Paxton in Il buio oltre la siepe
- Ann Blyth in Il romanzo di Mildred
- Patrice Wymore in Il tesoro dei Sequoia, Tè per due
- Dorothy Malone in Gli amanti della città sepolta
- Geraldine Page in La porta dei sogni, Tre donne per uno scapolo
- Ellen Corby in Donne inquiete
- Maureen O'Sullivan in I tre banditi
- Enrica Dyrell in Wanda, la peccatrice
- Anna Maria Ferrero in Guai ai vinti
- Maria Fiore in Graziella
- Leda Gloria in Don Camillo e l'onorevole Peppone
- Nadia Gray in Gli ultimi cinque minuti
- Mara Landi in Miliardi, che follia!
- Franca Marzi in L'isola di Montecristo
- Lauretta Masiero in Tipi da spiaggia
- Moira Orfei in Totò e Cleopatra
- Teresa Pellati in Vergine moderna
- Didi Perego in Gli attendenti
- Maria Laura Rocca in Achtung! Banditi!
- Bice Valori in Inganno
- June Allyson in Il mondo è delle donne
- Jane Greer in Sinbad il marinaio
- Mary Beth Hughes in Figlio di ignoti
- Jean Kent in Quel bandito sono io
- Anna Mariscal in Il magistrato
- Kathleen Ryan in Fuggiasco
- Loretta Young in Lo straniero
- Deanna Durbin in Tre ragazze in gamba[7]
- Mickey Rooney in Sogno di una notte di mezza estate[8]

### Film animazione
- Fauna in La bella addormentata nel bosco

### Documentari
- Gente del Po, regia di Michelangelo Antonioni (1947) - voce narrante